# The Italian
The Italian er en amerikansk stumfilm fra 1915 af Reginald Barker.

## Medvirkende
- George Beban som Beppo Donnetti.
- Clara Williams som Annette Ancello Donnetti.
- J. Frank Burke som Trudo Ancello.
- Leo Willis som Corrigan.
- Fanny Midgley.